# Andrea Accardi
Andrea Accardi (Palermo, Italia, 29 de abril de 1968) es un dibujante de cómic italiano.

## Biografía
A finales de los años 1980 se mudó a Bolonia. Colaboró con la línea manga de la Granata Press. En 1994 dibujó Progenie d'Inferno con guion de Onofrio Catacchio, publicada en Italia en 1999 por Kappa Edizioni y en Francia por Albin Michel. En 1996 publicó el episodio "I dannati" de la serie ESP, escrito por Michelangelo La Neve. En 2002 entró en el equipo del proyecto Lupin III Millenium ilustrando un episodio con textos de Massimiliano De Giovanni. En 2003 empezó a trabajar para la editorial Eura, dibujando tres episodios de John Doe, guionizados por Roberto Recchioni. En 2004 ganó el Premio Gran Guinigi como mejor dibujante. 
Junto a De Giovanni realizó también las novelas gráficas Barcode, de 2006, y Matteo e Enrico, de 2007, ambas editadas por Kappa Edizioni, y Le voyage d'Akai para la editorial francesa Dargaud. 
En 2011 ilustró Hit Moll, con textos de Luca Enoch, para BD. El año siguiente comenzó a colaborar con la editorial Bonelli, ilustrando el segundo álbum de la colección Le Storie, gracias a la cual ganó el Premio Micheluzzi del Comicon de Nápoles como mejor dibujante de 2012; el año siguiente realizó otro álbum de Le Storie. Para la Bonelli también dibujó Tex, Orfani y Chanbara - Il lampo e il tuono, todos con guion de Roberto Recchioni.